# Nísia Floresta (feminist)
Nísia Floresta, född 1810, död 1885, var en brasiliansk författare, översättare, poet, lärare, abolitionist och feminist.  
Hon har kallats för den första feministen i Brasilien. Hon publicerade 1832 boken Direitos das mulheres e Justiças dos Homens (Kvinnors rättigheter och mäns orättvisor), och skrev artiklar i pressen, och andra böcker som Conselhos à minitherus (1842).